# Erysichton vaneeckei
Erysichton vaneeckei, även Jameela vaneeckei, är en fjärilsart som beskrevs av Hans Fruhstorfer 1915. Erysichton vaneeckei ingår i släktet Erysichton och familjen juvelvingar. Inga underarter finns listade i Catalogue of Life.